# Utillaje
Utillaje es un conjunto de instrumentos y herramientas que optimizan la realización de las operaciones de un proceso de fabricación, mediante el posicionamiento y sujeción de una pieza o conjunto de piezas a un sistema de referencia, para poder ejecutar operaciones de diversa índole.

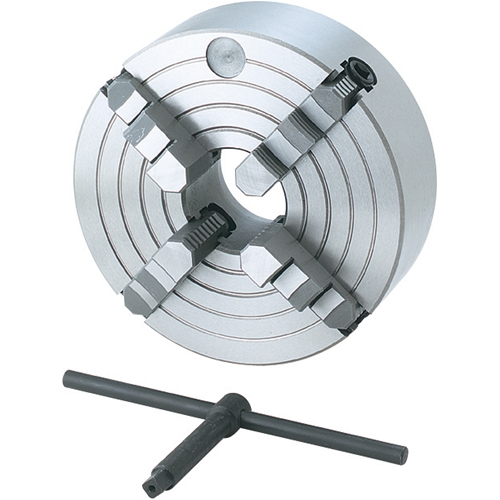
Plato de garra, Plase II Herramientas universales

## Finalidad del utillaje
La aplicación de los utillajes permite:
- Reducir los tiempos de fabricación.
- Disminuir los costes de producción.
- Mayor precisión en la fabricación.
- Alto grado de uniformidad.
- Intercambiabilidad.

## Tipos de Utillajes
Podemos hacer una clasificación genérica según su:
- Aplicación, es decir, si se va a realizar operaciones de tipo mecanizado, ensamblaje, almacenamiento o inspección.
- Máquina: Tipo y nivel del sistema de automatización de fabricación.
- Dedicación, según si lo que se tiene en cuenta son el número de piezas o el número operaciones de utillaje.
- Uso principal, ya sea con el objetivo de posicionar y sujetar (Fixture) o actuar de guía para la herramienta (Jib).
- Productividad y versatilidad, que en este caso nos encontramos con utillaje estándar, utillaje dedicado a operaciones específicas o flexibles.

El utillaje estándar nos permite un bajo volumen de trabajo de producción y son más genéricas y flexibles, como por ejemplo ocurre con las mordazas, bridas, plato de garras, etc.
Las dedicadas permiten operaciones y componentes específicos en altos volúmenes de producción, diseñadas bajo especificaciones según la planificación del proceso. Y por último las flexibles que combinan la ventaja de la flexibilidad del utillaje estándar con la productividad del utillaje dedicado.

## Consideraciones para el diseño y selección de un utillaje
Si atendemos al proceso de fabricación, hay que tener en cuenta el tipo de molde bien sea abierto-cerrado, macho-hembra…, la temperatura de curado, precisión deseada y accesorios. Por otro lado y también importante, los requisitos estructurales, si se va a realizar operaciones a alta temperatura, tenemos que tomar en cuenta las características de dilatación del propio utillaje.

## Requisitos y tipos de materiales más comunes en el utillaje
Los materiales más comunes para la fabricación de utillaje, teniendo en cuenta, la densidad, la capacidad calorífica específica, conductividad térmica, temperatura límite y coste, podemos destacar el Invar, Acero, Aluminio, Electroconformado del níquel, los materiales compuestos (CFRP, carbon Fibre Reinforced Polymer y CFRP, Glass Fibre Reinforced Polymer), cerámicos y siliconas aunque este último tiene un uso exclusivo como utillaje auxiliar para geometrías complejas e interiores de las piezas.
- Invar:

Ventaja:estabilidad dimensional, bajo coeficiente de expansión, alta conductividad y duraderos.
Inconvenientes:alto coste y peso
- Acero:

Ventajas: alta conductividad, soldable y bajo coste.	
Inconvenientes: baja estabilidad dimensional a altas temperaturas y alta densidad.
- Aluminio:

Ventajas:fácil de mecanizar, alta conductividad térmica, baja densidad y bajo coste.
Inconvenientes: baja rigidez a temperaturas superiores a los 180ª.
- Níquel:

Ventajas:Porosidad cero, estanqueidad perfecta, resistente a la corrosión, geometrías complejas.
Inconvenientes: Alto coste y coeficiente de expansión térmico similar al Acero.
- Materiales compuestos (CFRP, GFRP):

Ventajas:Buena estabilidad dimensional, ligeros, buena resistencia química y evita problemas de dilatación.
Inconvenintes:A elevadas temperatura, baja vida de utilización.
- Cerámicas:

Ventajas:Bajo coeficiente de expansión térmica, resistente a altas temperaturas.	
Inconvenientes:Fragilidad, largo tiempo de calentamiento y enfriamiento y mecanizado difícil.
- Silicona:

Ventajas:Modelos de geometrías complejas y bajo coste.	
Inconvenientes:Difícil control dimensional, baja durabilidad.

## Tabla comparativa
| Material                          | Ventajas | Inconvenientes                                                                                   |
| --------------------------------- | --- | ------------------------------------------------------------------------------------------------ |
| Invar                             | • Estabilidad dimensional • Bajo coeficiente de expansión • Alta conductividad • Duraderos                          | • Alto coste • Peso                                                                              |
| Acero                             | • Alta conductividad • Soldable • Bajo coste                                                                        | • Baja estabilidad dimensional a altas temperaturas • Alta densidad                              |
| Aluminio                          | • Fácil de mecanizar • Alta conductividad térmica • Baja densidad • Bajo coste                                      | • Baja rigidez a temperaturas superiores a los 180ª                                              |
| Níquel                            | • Porosidad cero • Estanqueidad perfecta • Resistente a la corrosión • Geometrías complejas                         | • Alto coste • Coeficiente de expansión térmico similar al Acero                                 |
| Materiales Compuestos(CFRP, GFRP) | • Buena estabilidad dimensional • Ligeros • Buena resistencia química • Evita problemas de dilatación, según fibras | • A elevadas temperatura, baja vida de utilización                                               |
| Cerámicas                         | • Bajo coeficiente de expansión térmica • Resistente a altas temperaturas                                           | • Fragilidad • largo tiempo de calentamiento • Largo tiempo de enfriamiento • Mecanizado difícil |
| Silicona                          | • Modelos de geometrías complejas • Bajo coste                                                                      | • Difícil control dimensional Durabilidad                                                        |